# پسرم را بزرگ نکردم تا سرباز شود

طرح روی جلد دفتر نُت

پسرم را بزرگ نکردم تا سرباز شود (به انگلیسی: I Didn't Raise My Boy to Be a Soldier) ترانه‌ای آمریکایی و ضد جنگ است که تأثیر به سزایی در جنبش پاسیفیسم داشت، جنبشی که پیش از ورود ایالات متحده به جنگ جهانی اول رایج شده بود. آلفرد برایان ترانه‌سرا برای نوشتن این آهنگ با آل پیانتادوسی آهنگ‌ساز همکاری کرد. دنباله‌ای برای این ترانه ساخته شد و مورد تقلید بسیاری از ترانه‌های دیگر قرار گرفت. در عین حال بارها نقیضه‌هایی برایش سروده شد.

## متن و موضوع
ترانه ضجه‌ها و شیون‌های مادر تنهایی است که پسرش را در جنگ از دست داده‌است.

پسرم را بزرگ نکردم تا سرباز شود

او را بزرگ کردم تا مایهٔ غرور و خوشی‌ام باشد

او راجع به پلیدی جنگ صحبت می‌کند، جنگی که سربازانش پسران مادران مختلف هستند و یکدیگر را با تفنگ می‌کشند. نزاع بین کشورها باید از طریق حکمیت و داوری حل شود و نه با شمشیر و اسلحه. پیروزی در جنگ برای تسلی دادن مادری که پسرش را در آن از دست داده و خانه‌اش ویران شده کفایت نمی‌کند. جنگ به پایان می‌رسید اگر همهٔ مادران می‌گفتند که ما پسرانمان را بزرگ نکرده‌ایم تا سرباز شوند. بنابراین ظاهراً ترانه جنبش‌های خواهان حق رأی برای زنان و پاسیفیکیسم را به هم مربوط می‌سازد.

## تأثیر و واکنش
پسرم را بزرگ نکردم تا سرباز شود به اندازه‌ای به تقویت جنبش ضد جنگ کمک کرد که این جنبش را از نظر سیاسی به سطح ملی رساند. موفقیت ترانه و قدرت سیاسی که به دنبال داشت، طرفدارانی را به سوی جنبش پاسیفیسم جذب کرد که پیشتر اولویت‌هایشان مسائل دیگری بود. جنوبی‌هایی که مخالف بازسازی بودند سعی کردند روی حس تنفر از جنگ در اروپا که شایع شده بود، موج سواری کنند و بدین گونه استدلال کنند که جنگ داخلی آمریکا دیگر قابل توجیه نیست. زنانی که خواهان حق رأی بودند نیز به خاطر پتانسیل سیاسی جنبش صلح و قدرت نفوذش در مبارزات برای کسب حق رأی برای زنان به این جنبش پیوستند. این ترانه به همراه ترانهٔ کشور خدا که در اواخر ۱۹۳۰ ساخته شده، نشان داد که موسیقی مشهور آمریکایی عموماً «گرایش‌های انزواطلبانه مردم ایالات متحده را منعکس می‌کند» و ترانه‌سراهای طرفدار جنگ به ندرت موفق می‌شوند.

## نسخه‌های دیگر
در ۱۹۶۸ باند الی رادیش نسخهٔ راک کشور یاغی به روز شده‌ای از این ترانه را در اعتراض به جنگ ویتنام ضبط کرد. آلبوم کاپیتول رکوردزشان نیز همین عنوان را داشت.

## واکنش سیاسی

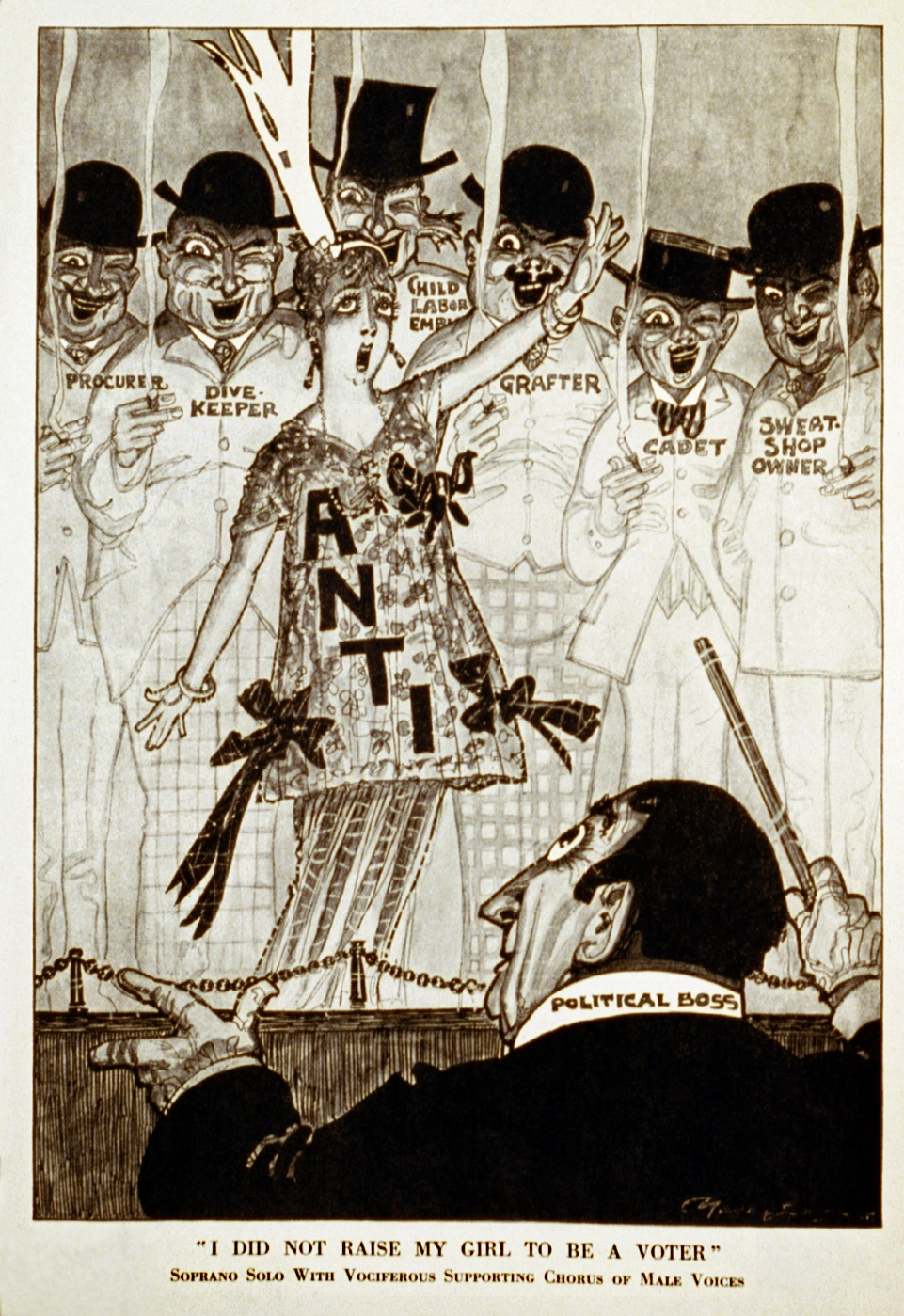
نقیضهٔ «دخترم را بزرگ نکردم تا رأی دهد» از پاک، اکتبر ۱۹۱۵.

در آغاز انتشار ترانه، سیاست‌مداران برجسته به این ترانه به دلیل طرفداری از جنبش پاسیفیسم و فمینیسم حمله کردند. تئودور روزولت اظهار می‌داشت: «احمق‌هایی که ترانه‌ای به نام پسرم را بزرگ نکردم تا سرباز شود را تحسین می‌کنند، همان افرادی هستند که در قلب‌هایشان ترانه‌ای با نام دخترم را بزرگ نکردم تا مادر شود را تحسین می‌کنند.»
نقیضه‌های زیادی با الهام از این ترانه ساخته شد؛ نظیر «پسرم را بزرگ نکردم تا بزدل شود»، «پسرم را بزرگ نکردم تا سرباز شود، ولی دخترم را خواهم فرستاد تا پرستار شود»، «سگم را بزرگ نکردم تا سوسیس شود». شعرهای نقیضه‌مانند و انواع دیگر پاسخ‌ها نظیر «پسرشان را بزرگ نکردند تا سرباز شود» نیز سروده شد.